# Mauko
Mauko je priimek več znanih Slovencev:
- Maja Mauko (1983–2024), slovenska glasbenica/pevka, članica Foxy Teens
- Marjan Mauko (*?), slovenski policist,
- Marijan Mauko (1935–2013), slovenski pesnik
- Tina Mauko (*1982), slovenska skladateljica in pianistka